# Xinpu, Hubei
Xinpu (kinesiska: 新铺, 新铺镇) är en köpinghuvudort i Kina. Den ligger i provinsen Hubei, i den centrala delen av landet, omkring 53 kilometer nordväst om provinshuvudstaden Wuhan. Antalet invånare är 26 990. Befolkningen består av 13 139 kvinnor och 13 851 män. Barn under 15 år utgör 14,0 %, vuxna 15-64 år 74 %, och äldre över 65 år 11,0 %.
Runt Xinpu är det tätbefolkat, med 982 invånare per kvadratkilometer. Närmaste större samhälle är Xiaogan, 8,3 km sydväst om Xinpu. Trakten runt Xinpu består till största delen av jordbruksmark.
Genomsnittlig årsnederbörd är 1 631 millimeter. Den regnigaste månaden är juli, med i genomsnitt 255 mm nederbörd, och den torraste är december, med 20 mm nederbörd.